# Ain't It Cool News
Ain't It Cool News (noto anche con la sigla AICN) è un sito web statunitense fondato nel 1996 da Harry Knowles, che offre notizie e indiscrezioni riguardo a film e prodotti televisivi.
Il sito è noto al grande pubblico dal 1997: a seguito di una proiezione stampa, Knowles vi pubblicò una dura critica al film Batman & Robin prima ancora che debuttasse nelle sale; quando il film uscì, incassando molto poco, alcuni indicarono quelle critiche come responsabili di pubblicità negativa al film. Da allora Kwnoles divenne noto e richiesto per interviste.
AICN è stato parodiato nel film Jay & Silent Bob... Fermate Hollywood! (2001), dove i protagonisti visitano un sito web simile, Movie Poop Shoot.
Il nome del sito è stato preso da una battuta che pronuncia John Travolta nel film Nome in codice: Broken Arrow (1996).